# Raymond Corbett Shannon
Raymond Corbett Shannon (4 de octubre de 1894-7 de marzo de 1945) fue un entomólogo estadounidense que se especializó en los dípteros y entomología médica.

## Vida y carrera
Shannon nació en Washington D. C. donde se quedó huérfano cuando era niño. Sus estudios en la Universidad de Cornell fueron interrumpidos por la Primera Guerra Mundial, pero él recibió su Licenciatura en Ciencias allí en 1923. Fue empleado por la Oficina de Entomología de EE. UU. en 1912-1916, y de nuevo en 1923-1925. En 1926, comenzó sus estudios de posgrado en la Universidad George Washington, y desde 1927 fue empleado por la División de Salud Internacional de la Fundación Rockefeller.
Publicó más de 100 artículos sobre las características, el medio ambiente y el comportamiento de los insectos y en sus aspectos como vectores de la enfermedad. Uno de sus descubrimientos, en 1930, fue la aportación de Anopheles gambiae , el mosquito que transporta la malaria, en el Nuevo Mundo.
A su muerte a la edad de 50 años, dejó su biblioteca y colección de insectos a la Institución Smithsonian.
Su esposa era Elnora Pettit (Sutherlin) Hundley. Su nieto es el actor Michael Shannon.